# إنجين كونكور
إنجين كونكور (بالتركية: Engin Güngör)‏ (بالهولندية: Engin Güngor)‏ هو لاعب كرة قدم تركي وهولندي في مركز الوسط، ولد في 17 مايو 1986 في نايميخن في هولندا. لعب مع ألتينوردو وأوفتاس سبور وإف سي آيندهوفن.

## وصلات خارجية
- إنجين كونكور على موقع اتحاد تركيا (لاعب) (الإنجليزية)
- إنجين كونكور على موقع قاعدة بيانات كرة القدم.إي يو (الإنجليزية)
- إنجين كونكور على موقع Soccerway.com (الإنجليزية)
- إنجين كونكور على موقع عالم كرة القدم.نت (الإنجليزية)